# Curie Julia
Pour les articles homonymes, voir Curie et Curie (Rome antique).
Ne doit pas être confondu avec Curie Hostilia.
La Curie Julia ou Curie Julienne (en latin : Curia Iulia) est un édifice destiné à accueillir les réunions du Sénat romain.
Construite sur l'initiative de Jules César et achevée par Auguste, elle est accolée au Forum de César, en remplacement de la Curie Hostilia, incendiée par les partisans de Publius Clodius Pulcher, qui se trouvait au même endroit, mais alignée différemment.
Il ne faut pas la confondre avec la Curie de Pompée où se réunissaient les sénateurs en attendant la construction du nouveau bâtiment, et où fut assassiné César.
Dans la Rome antique, le mot curia (traduit en français par « curie »), désigne à l'époque républicaine le bâtiment où se réunit le Sénat romain, mais aussi les subdivisions civiques de Rome et les cités de droit romain.

## Histoire

### Antiquité

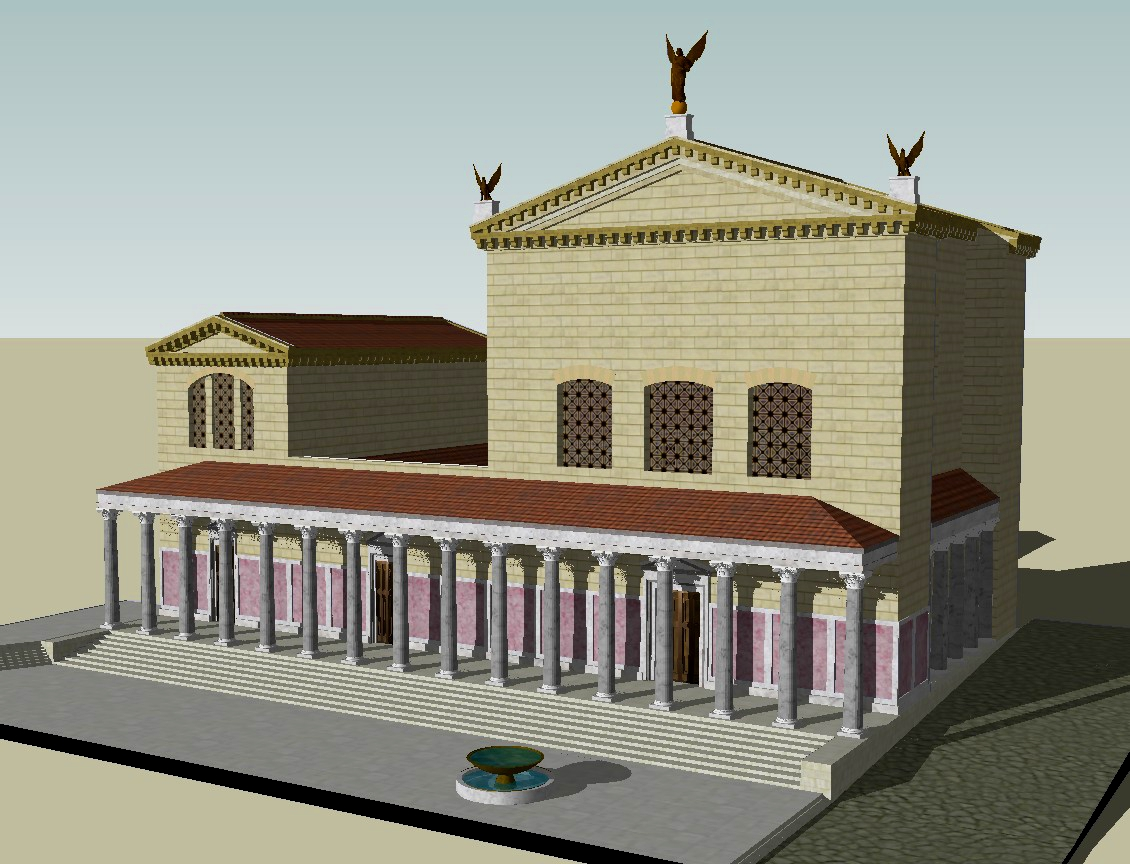
Image de synthèse de la Curie dans l'état précédant son saccage par les Wisigoths en 410.

Jules César réaménage la zone du Comitium sur le Forum Romain, et fait construire un nouveau forum, le Forum de César, qui empiète en partie sur les ruines de la Curie Hostilia, détruite dans un incendie lors des funérailles de Publius Clodius Pulcher.
Il fait donc bâtir une nouvelle curie, avec une orientation différente, alignée sur le nouveau forum, dont elle devient une sorte d'annexe, le long de la via Argilète. Jules César est assassiné avant l'achèvement des travaux en la Curie de Pompée, lieu où se réunissaient les sénateurs en attendant la construction du nouveau bâtiment. Auguste fait poursuivre les travaux et inaugure l'édifice en 29 av. J.-C., sous l’appellation de Curia Iulia.
L'édifice est de nouveau détruit par un incendie en 283 sous Carin et restaurée selon le même plan par Dioclétien. La Curie subit de nouveaux dégâts lors du sac de Rome en 410 : ses archives sont brûlées, ses statues en bronze ou en argent fondues, et celles qui sont en marbre ou en porphyre sont saccagées (on en retrouva enfouies sous terre aux alentours).

### Moyen Âge
Au VIIe siècle, le pape Honorius Ier la transforme en une église dédiée à Saint Adrien, ce qui sauve le bâtiment de l'abandon et de la destruction. Un couvent s'établit autour. De cette période subsistent des traces de peintures à thème religieux dans la première niche à droite de l'entrée.[réf. nécessaire]

### Fouilles archéologiques
De 1930 à 1936, dans le cadre des fouilles du Forum Romain dirigées par Alfonso Bartoli, l'église Sant'Adriano al Foro est désacralisée par le diocèse de Rome et supprimée par un accord avec l'État italien, le couvent adjacent est détruit et la Curie Julia largement rétablie selon son plan antique. On met en place une copie des portes en bronze, dont les originaux sont à la basilique Saint-Jean-de-Latran. Dans la Curie, on expose la statue de porphyre de l'homme en toge et les Anaglyphes de Trajan (Plutei Traiani), bas-reliefs célébrant les bienfaits de l'empereur.

## Description

### La salle principale
Le bâtiment actuel correspond à la salle de réunion de la Curia Iulia datant de Dioclétien. Les transformations de l'époque médiévale ont été éliminées lors de la reconstitution de l'édifice antique en 1930. Sa largeur est de 18 mètres, sa profondeur est de 21 mètres et sa hauteur est de 21 mètres. L'épaisseur relativement faible des murs, à l'exception des contreforts aux angles du bâtiment, permet d'exclure l'hypothèse d'une couverture antique en voûte et de préférer un toit reposant sur une charpente en bois. Derrière cette salle, une seconde salle est probablement destinée aux réunions à huis clos. Une troisième salle dite chalcidicum ou atrium Minervae est ajoutée lors d'une reconstruction sous Domitien. La façade en brique est revêtue de marbre et de stuc et est précédée d'un portique. Ses portes en bronze ont été transportées au Latran au milieu du XVIIe siècle,. 
À l'intérieur, le sol est pavé de marbres polychromes (opus sectile). Les murs sont aussi revêtus de marbre et décorés de trois niches encadrées de colonnettes d'albâtre pour recevoir des statues. Les sénateurs s'assoient de part et d'autre de la salle sur des sièges curules disposées sur trois gradins peu élevés. Au fond, un petit podium soutient une base en maçonnerie adossée au mur. On suppose que cette base était le piédestal de la statue en or de la Victoire qu'Auguste avait fait venir de Tarente. Deux portes encadrent cette base et mènent à une petite cour entourée de colonnes. On y a retrouvé une statue de porphyre représentant un homme en toge, sans tête ni bras, qui devaient être des pièces rapportées d'une pierre de couleur différente. La qualité d'exécution et la richesse de la pierre laissent penser qu'il s'agit d'une statue d'empereur, peut-être Trajan ou Hadrien. Dans cette cour a été mise au jour une base portant une inscription en l'honneur d'Aetius.

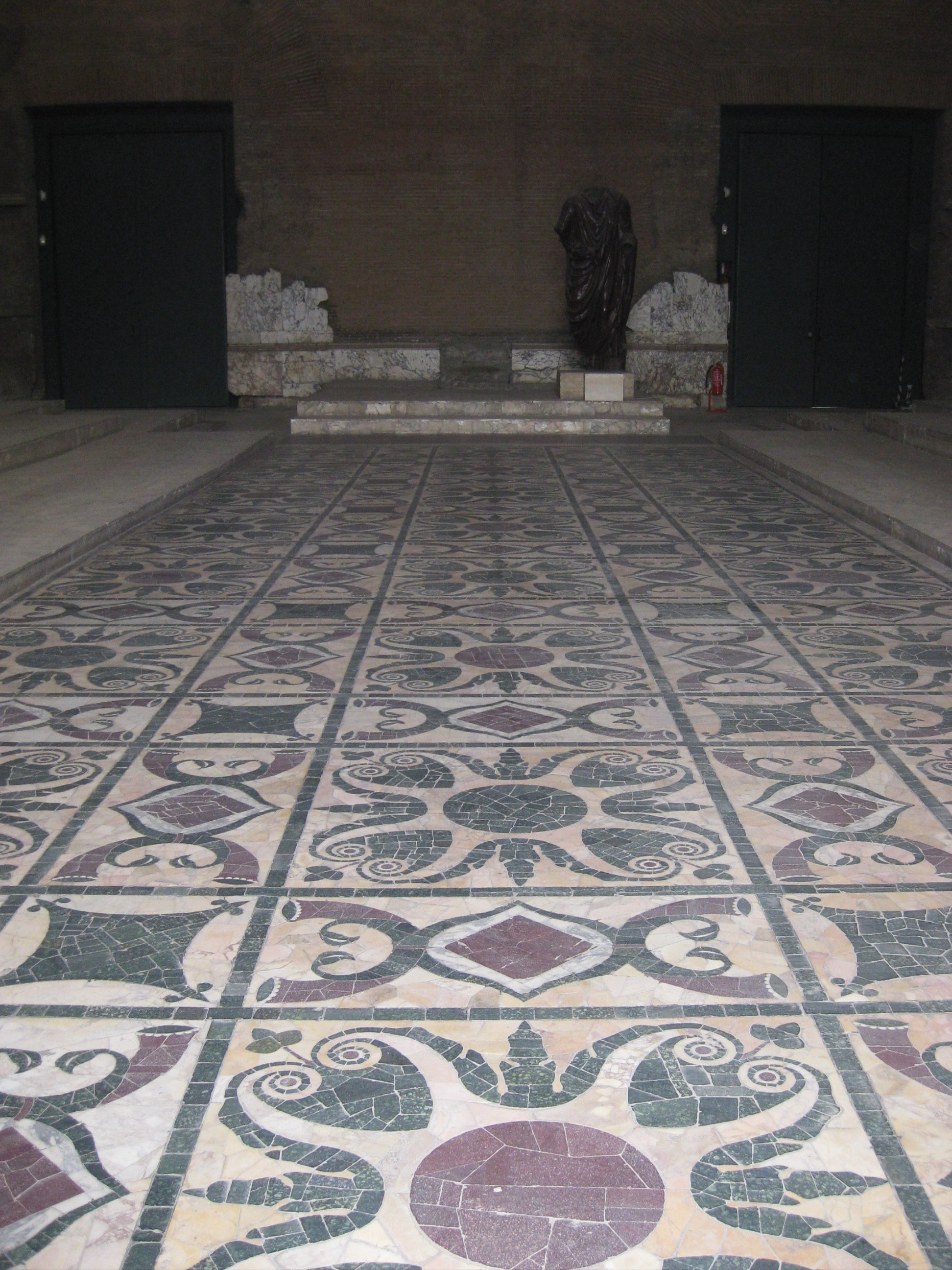
Dallage au centre de la Curie, opus sectile restauré.
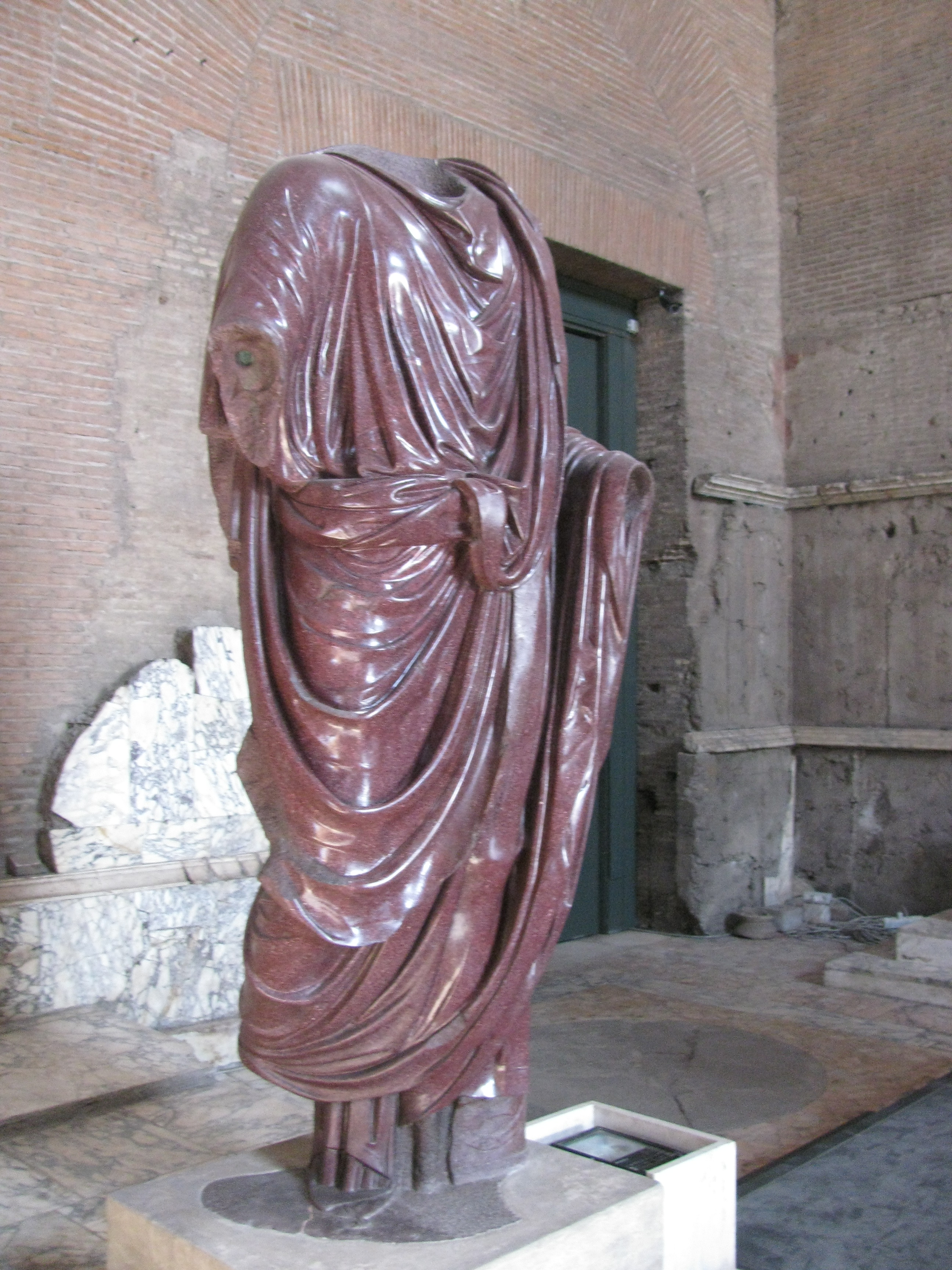
Statue en porphyre, découverte derrière la Curie.

### L’autel de la Victoire
À la fin de l'Empire, la lutte entre le christianisme et la religion romaine traditionnelle se fait ressentir dans l'aménagement de la Curie où se trouve un autel à la Victoire. L'empereur Constance II le fait enlever en 357 avant que Julien ne le rétablisse en 361. Finalement, Gratien le fait de nouveau enlever en 382, en même temps qu'il supprime toutes les immunités et revenus des Vestales et des sacerdoces romains. Une pétition des sénateurs demande l'abolition de ces mesures, mais l'évêque de Rome Damase Ier la neutralise par une contre-pétition de sénateurs chrétiens. 
En 384, Quintus Aurelius Symmaque plaide de nouveau auprès de l'empereur Valentinien II pour la levée de ces mesures, en vain car Ambroise de Milan, qui a une grande influence sur l'empereur, réfute ses arguments. Le poète Prudence rédige aussi un Contra Symmachum. En 393, Eugène, chrétien mais modéré fait réinstaller l'autel de la Victoire, pour la dernière fois.

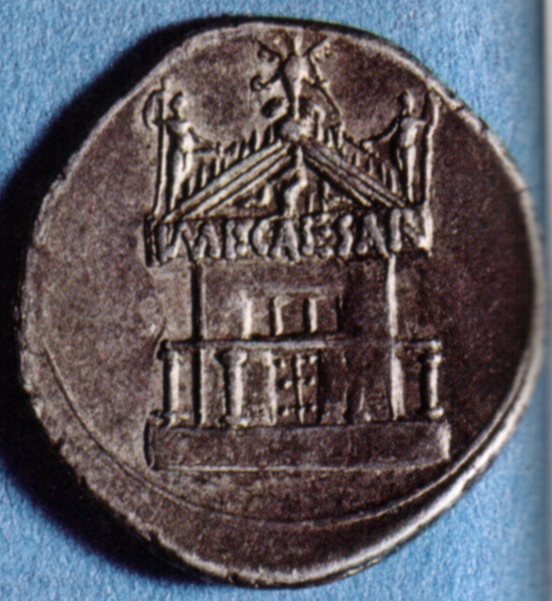
Denier d'Octavien, façade de la Curie avec un portique et un fronton surmonté de statues.
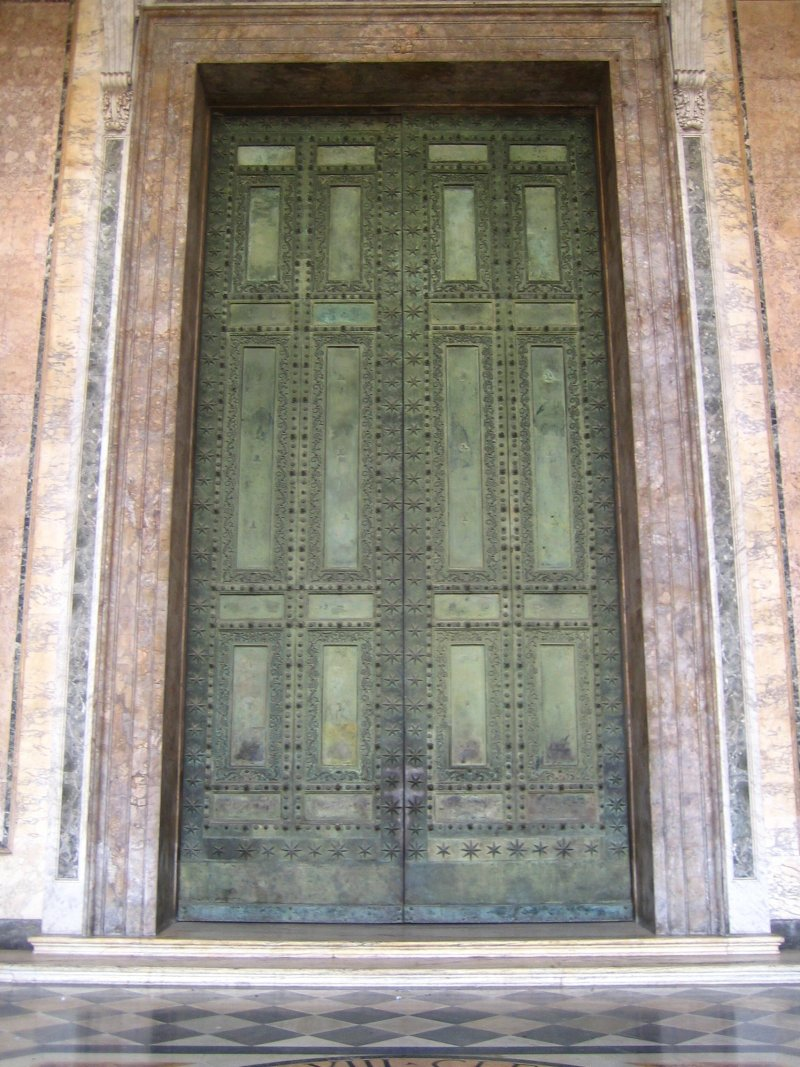
Les portes de bronze de la Curie, transportées à la basilique Saint-Jean-de-Latran.
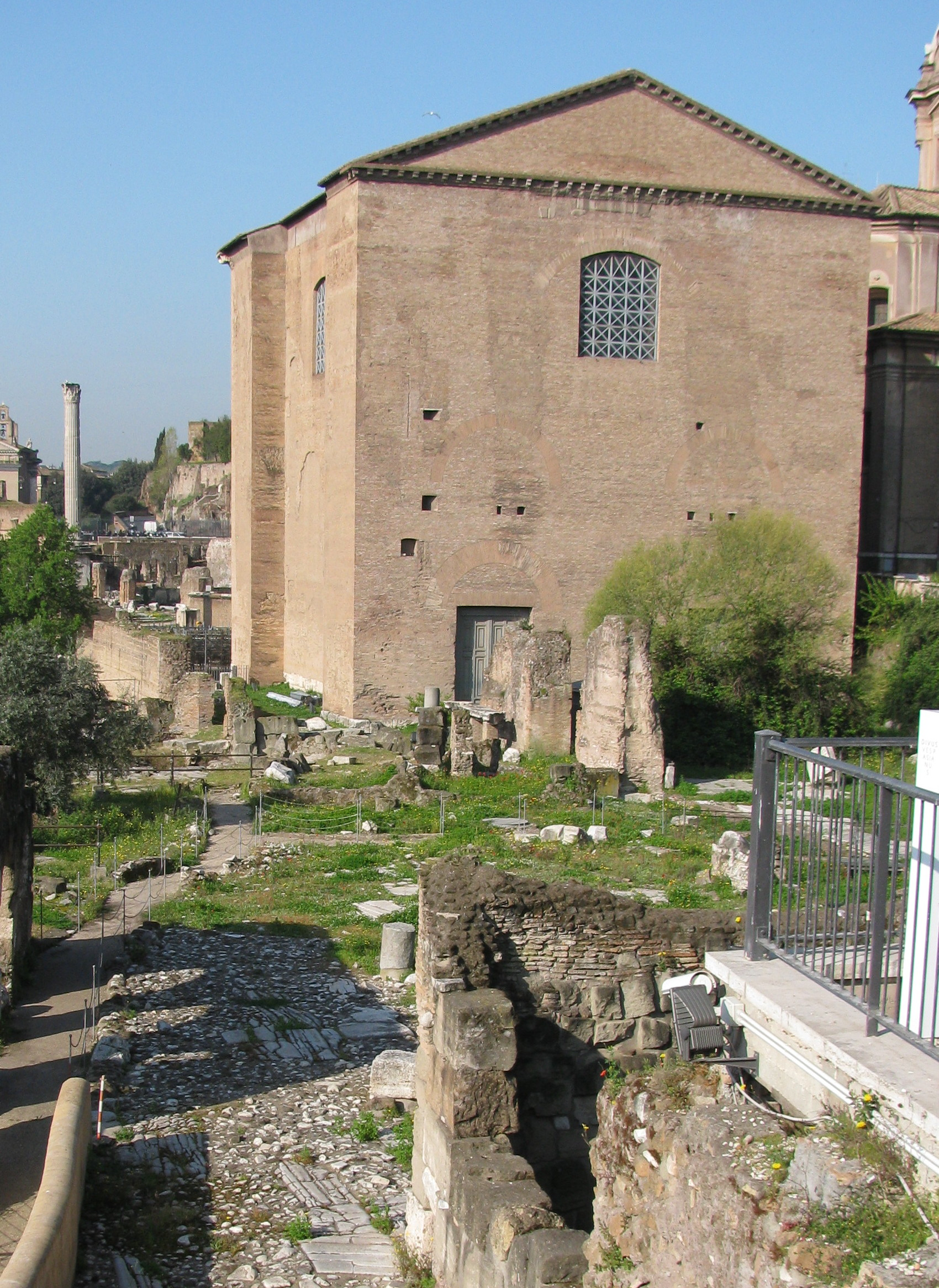
Arrière de la Curie, le long de la Via Argiletum.